# Fiori di carta
Fiori di carta (Kaagaz Ke Phool) è un film del 1959 diretto dal regista indiano Guru Dutt

## Trama
Furtivamente, in una nebbiosa alba, un uomo intabarrato attraversa gli stabilimenti cinematografici di Bollywood e si infila in un teatro di scena. Una dolce canzone recita:
"Cosa ho da offrire al mondo,
non ho altro che lacrime.
Ero circondato di rose,
ora, intorno a me, non restano neppure le spine.
Gli avvenimenti della sua vita cominciano a scorrergli nella memoria, come in un film. Il mestiere di quell'uomo è fare film. Egli, Suresh Sinha (Guru Dutt), un tempo ha calcato quei luoghi come un re, temuto e rispettato da tutti. Sul viale del successo ha perso una famiglia, in particolare l'amatissima figlia Pammi, affidata alla tutela della moglie e posta in un collegio. Ha raggiunto l'apice della sua fama col film Devdas (popolarissimo film indiano, diretto, nella realtà, dal regista Pramatesh Chandra Barua, nel 1935), per il quale ha imposto alla produzione nel ruolo di protagonista una giovane esordiente, Shanti (Waheeda Rehman), incontrata in una notte piovosa, e con la quale ha stretto un profondo legame di comprensione, complicità, affetto.
Ma la spietatezza dello star system indiano non ha nulla da invidiare a quella di Hollywood. La notizia della relazione tra l'attrice e il regista, data in pasto al pubblico, raggiunge Pammi, dileggiata per questo dalle compagne. La giovane fugge dal collegio e raggiunge Shanti, implorandola di non toglierle per sempre il padre. Così, dopo il trionfo di Devdas, che sembrava prometterle un futuro di ricchezza e celebrità e, nonostante le allettanti offerte del produttore Seth, la nuova stella sceglie di tornare in provincia a fare la maestra, nell'anonimato.
Per Sinha, la perdita dell'amata, il cui generoso gesto non è valso neppure a restituirgli la figlia, schiude le porte all'abisso dell'alcolismo. E, da qui, la fine dei trionfi, la caduta nell'oblio, le bettole di infimo grado, con risse ed irruzioni della polizia, i lavoretti per sbarcare il lunario, gli sforzi vergognosi di sottrarsi alle ricerche della figlia. Per orgoglio, rifiuta l'estremo soccorso dell'antica amica che, pur di salvarlo, accetterebbe di tornare al cinema, sotto la sua direzione.
Si rincontrano per l'ultima volta sotto i riflettori di un set di Bombay, lei di nuovo star, lui, comparsa, camuffata dietro barba posticcia e stracci, che non riesce a recitare la parte e fugge via, vanamente inseguito da lei.
"Vola, vola via, ape assetata. Non troverai ristoro nella primavera. non ti fermerai in quei giardini dove sbocciano solo Fiori di carta".
Il grande regista è ora seduto sulla sua vecchia sedia e ha smesso di vivere. Entrano le maestranze e riconoscono l'antico signore. Ma bisogna sgomberare in fretta. "The show must go on".